# Europeiska atomenergigemenskapen
Europeiska atomenergigemenskapen (Euratom) är en internationell organisation bestående av Europeiska unionens medlemsstater som styrs av Europeiska unionens institutioner. Det är den enda kvarstående gemenskapen av Europeiska gemenskaperna.
Atomenergigemenskapen bildades den 1 januari 1958 genom fördraget om upprättandet av Europeiska atomenergigemenskapen (Euratom-fördraget), som trädde i kraft samma dag som fördraget om upprättandet av Europeiska ekonomiska gemenskapen (EEG-fördraget).
Till skillnad från de andra organisationerna som har varit eller fortfarande är en del av det europeiska samarbetet, har Euratom genomgått en betydligt mindre förändring. Euratom-fördraget har i stort sett inte förändrats genom ändringsfördrag. En huvudanledning till detta är att kärnkraften har utgjort en mycket kontroversiell fråga i många medlemsstater. Till följd av det har inte Europaparlamentets makt utökats på samma sätt som inom områden som rör Europeiska unionen.
Enligt Euratom-fördraget är organisationens främsta syfte att ”skapa de förutsättningar som behövs för en snabb organisation och tillväxt av kärnenergiindustrierna, bidra till en höjning av levnadsstandarden i medlemsstaterna och till utvecklingen av förbindelserna med övriga länder”.
Euratoms uppgifter är att främja forskning, fastställa säkerhetsnormer för arbetstagare och allmänhet, underlätta investeringar, tillförsäkra medlemsstaterna en försörjningstrygghet av kärnbränsle, utöva kärnämneskontroll så att ingen överföring till militär användning sker, delta i internationellt samarbete och att bilda gemensamma företag.
Euratom delar institutioner med Europeiska unionen. Det innebär att gemenskapens lagstiftande gren består av rådet och Europaparlamentet. Den verkställande makten innehas av Europeiska kommissionen, medan Europeiska unionens domstol utgör den dömande makten i frågor som rör Euratoms lagstiftning.
Förutom EU:s institutioner finns det även ett unikt organ för Euratom, ”Vetenskapliga och tekniska kommittén”, vars syfte är att bistå kommissionen.

## Historia

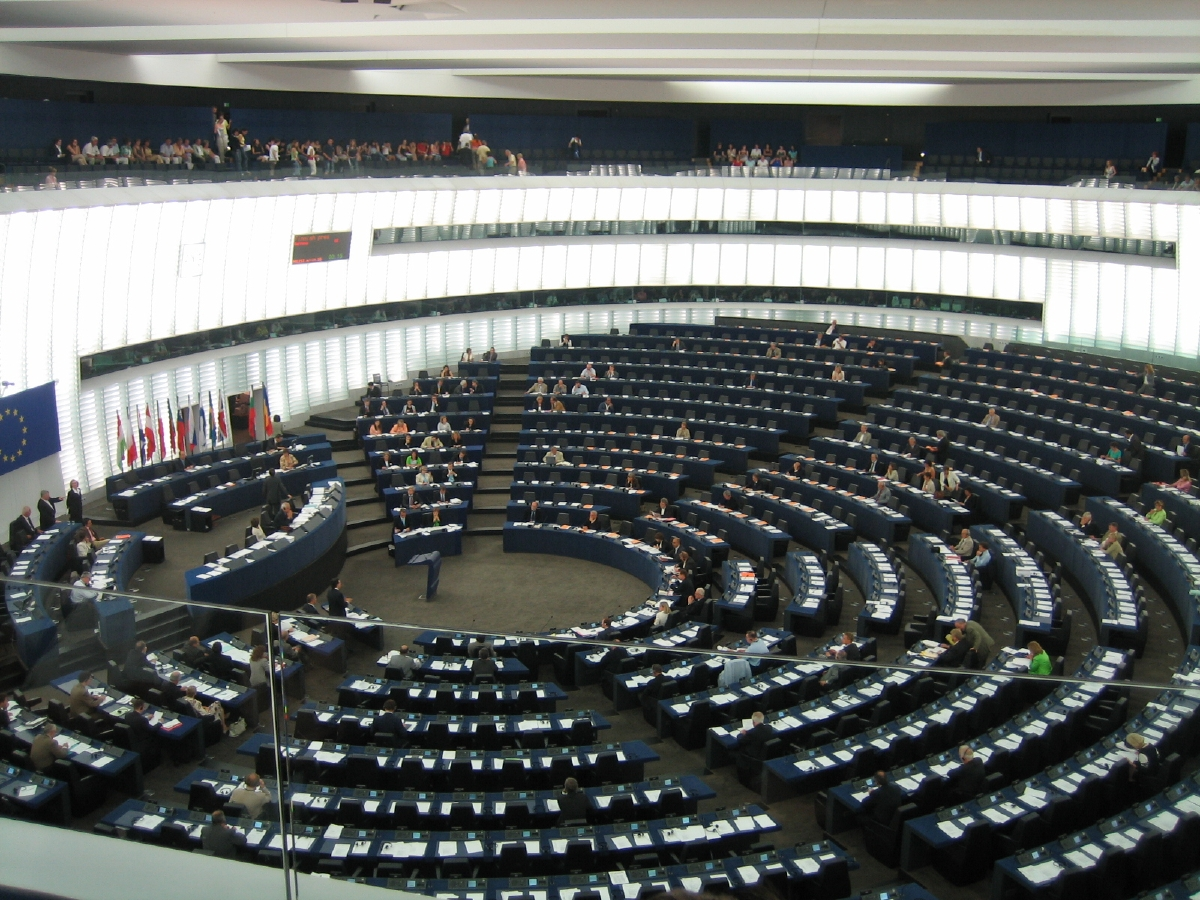
Europaparlamentets roll är starkt begränsad inom Euratom.

Gemensamma församlingen, Europaparlamentets föregångare, föreslog i början av 1950-talet att Europeiska kol- och stålgemenskapens befogenheter behövdes utökas till även andra typer av energikällor. Jean Monnet, gemenskapens grundare och ordförande för ”Höga myndigheten”, ville dock ha en separat gemenskap för kärnkraft. Louis Armand fick i uppdrag att utreda möjligheterna till att använda kärnkraft i Europa.
I hans rapport fastslogs att ytterligare utveckling av kärnkraften var nödvändig för att klara av de minskade kolfyndigheterna och för att minska beroendet av oljeprodukter. Benelux-staterna och Tyskland var intresserade av att skapa en allmän gemensam marknad, medan Frankrike motsatte sig detta på grund av protektionism. Till slut föreslog Monnet att två separata gemenskaper skulle bildas, för att tillfredsställa båda grupperna. 1956 hölls en regeringskonferens för att behandla frågan. Den 25 mars 1957 signerades fördraget om upprättandet av Europeiska atomenergigemenskapen av Europeiska kol- och stålgemenskapens sex medlemsstater. Den 1 januari 1958 trädde fördraget i kraft.

### Efter Euratom-fördraget

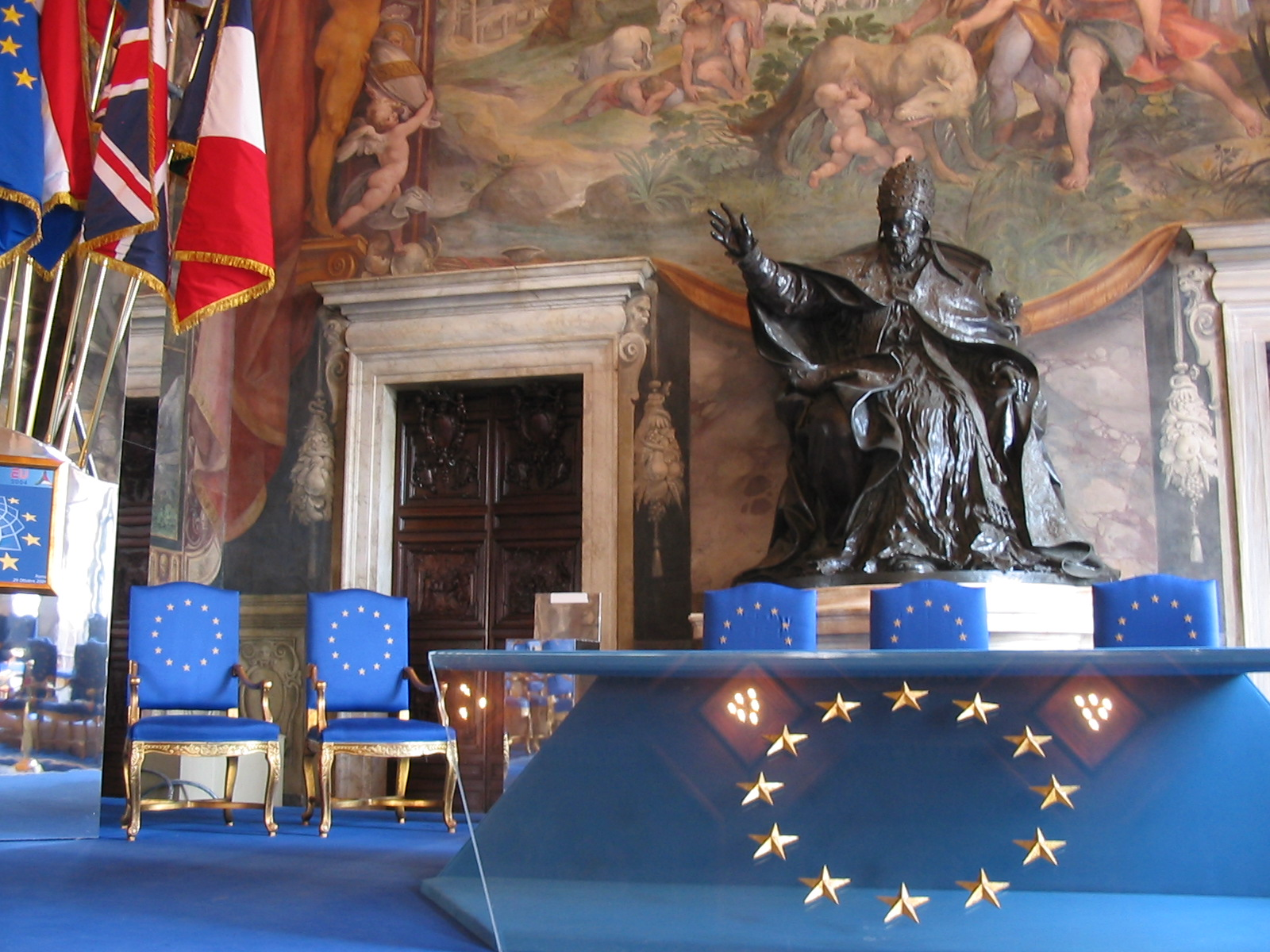
Kapitolinska museerna, platsen där Euratom-fördraget signerades.

För att spara resurser slogs de separata verkställande institutionerna ihop genom fusionsfördraget 1967. EEG:s institutioner övertog då ansvaret för EKSG och Euratom, samtidigt som de tre organisationerna blev en del av Europeiska gemenskaperna. Dock kvarstod de var för sig som juridiska personer. 1993 bildades Europeiska unionen (EU) genom fördraget om Europeiska unionen. EG ersatte EEG, medan EKSG upplöstes som organisation 2002 eftersom EKSG-fördraget då upphörde att gälla efter 50 år. Däremot kvarstod Euratom som en självständig juridisk person och Euratom-fördraget kvarstår som relativt oförändrat sedan sitt ursprungliga ikraftträdande.
Europeiska konstitutionen var tänkt att ersätta alla tidigare fördrag (såväl grundfördrag som ändrings- och anslutningsfördrag) och på så sätt förenkla unionens konstitutionella grund. Euratom har emellertid inte justerats av ändrings- och anslutningsfördragen på samma sätt som de andra grundfördragen. Därmed har inte heller Europaparlamentet fått utökade befogenheter inom områden som rör Euratom på samma sätt som inom Europeiska unionen.

## Utbredning och utvidgning

Ursprungliga medlemsstater
Senare anslutna medlemsstater

Europeiska atomenergigemenskapen har ända sedan dess bildande haft samma medlemsstater som Europeiska ekonomiska gemenskapen (och sedermera Europeiska unionen). Euratom är något som följer med i ett EU-medlemskap, vilket innebär att varje ny medlemsstat i Europeiska unionen, också blir en ny medlemsstat i Euratom.
Euratom hade, precis som EEG, sex medlemsstater ursprungligen. Dessa utökades 1973 till nio, då Danmark, Irland och Storbritannien anslöt sig till samarbetet. 1981 anslöt sig Grekland och 1987 Portugal och Spanien. Den fjärde utvidgningen ägde rum 1995 då Finland, Sverige och Österrike anslöt sig till både Euratom och EU.
Den 1 maj 2004 skedde Euratoms största utvidgning, när gemenskapen fick tio nya medlemsstater: Cypern, Estland, Lettland, Litauen, Malta, Polen, Slovakien, Slovenien, Tjeckien och Ungern. Ytterligare en utvidgning ägde rum den 1 januari 2007, när Bulgarien och Rumänien anslöt sig till samarbetet. Kroatien anslöt sig den 1 juli 2013. Schweiz gick med i Euratom som en associerad stat 2014. Storbritannien meddelade 2017 sin avsikt om utträde ur EU och nämnde i brevet att de kommer även att lämna Euratom.
Precis som med EU finns det ett antal territorier med specialstatus till Euratom. Enligt Euratom-fördraget ska det tillämpas på medlemsstaternas europeiska territorier samt de utomeuropeiska territorier som står under medlemsstaternas jurisdiktion. Fördraget gäller dock inte till exempel Färöarna, Grönland, Akrotiri och Dhekelia samt Storbritanniens utomeuropeiska territorier.

## Institutioner och organ
Europeiska atomenergigemenskapen styrs av Europeiska unionens institutioner. Det innebär att rådet och Europaparlamentet utgör den lagstiftande grenen. Europeiska kommissionen fungerar som en verkställande makt och har initiativrätt för nya lagförslag.
Europeiska unionens domstol ansvarar för att tolka gemenskapens rätt och döma i tvister som uppkommer kring lagstiftningen. Revisionsrätten har till uppdrag att granska gemenskapens räkenskap. Slutligen har Europeiska rådet och Europeiska centralbanken (ECB) en väldigt begränsad roll.
Fram till 1967, då fusionsfördraget trädde i kraft, hade gemenskapen en egen kommission och ett eget råd. Sedan 1967 har institutionerna varit gemensamma för de europeiska gemenskaperna. Eftersom Euratom-fördraget har ändrats betydligt mindre än övriga grundfördrag, har inte Europaparlamentet fått utökade befogenheter på samma sätt som inom Europeiska unionen.

### Vetenskapliga och tekniska kommittén

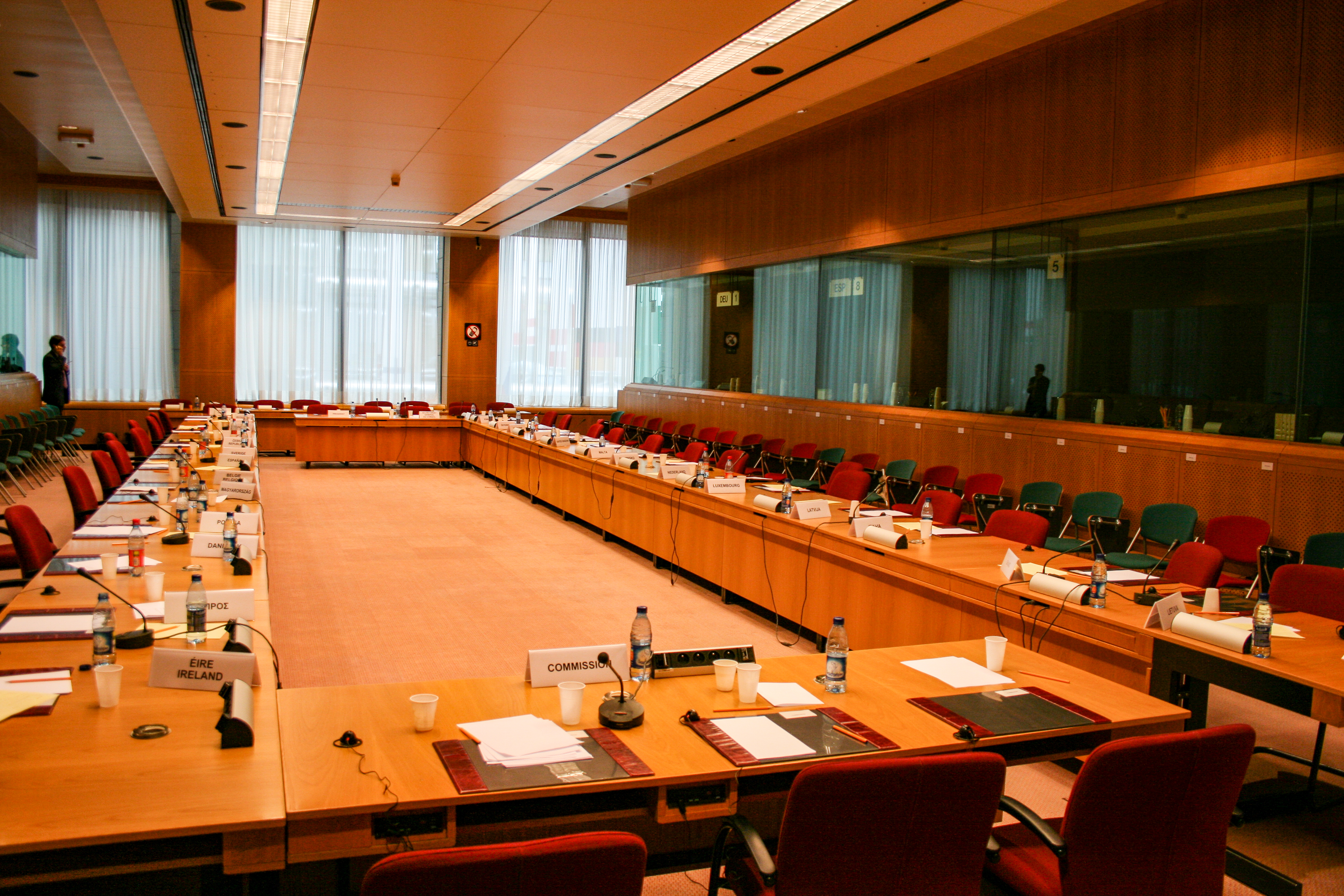
Ett av rådets sammanträdesrum.

Utöver de sju institutionerna, har Euratom också ett eget organ som det inte delar med Europeiska unionen. Organet är ”Vetenskapliga och tekniska kommittén”, som fyller en rådgivande funktion för Europeiska kommissionen. Kommittén består av 41 ledamöter, som väljs av rådet efter att kommissionen har hörts. Ledamöterna i kommittén väljs för fem år i taget och mandatperioden kan förnyas. De får inte vara bundna vid några tvingande instruktioner. Varje år utser kommittén bland sina egna ledamöter en ordförande och ett presidium.
Kommissionen kan besluta att höra kommittén även i en fråga som fördraget inte föreskriver att kommittén måste yttra sig över.
Europeiska kommissionen kan också besluta att tillsätta så kallade utredningskommittéer, för att kunna fullgöra sina uppgifter inom atomenergigemenskapen.

## Syfte och konsekvenser

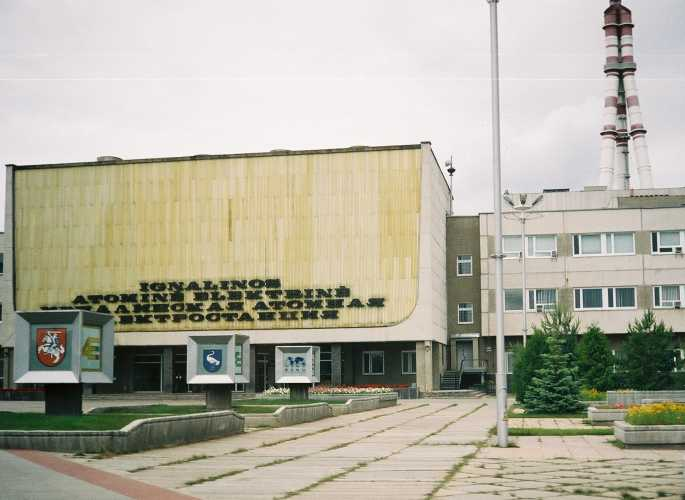
Ignalina kärnkraftverk stängdes ner i slutet av 2009 som planerat.

Europeiska atomenergigemenskapens syfte är att skapa en marknad för kärnkraft och tillhandahålla den i hela gemenskapen samt att utveckla kärnkraften.
Det största projektet som Euratom för tillfället är involverat i är fusionsreaktorn ITER. Den syftar till att utveckla kärnkraftverk baserade på fusion istället för dagens fission. Euratom tillhandahåller också en mekanism för lån för att finansiera kärnkraftsprojekt runt om i Europeiska unionen.
I kontrast till Euratoms stöd till byggande av nya kärnkraftverk, har Euratom och EU också verkat för avvecklingen av kärnkraftverk i Östeuropa som hållit dålig standard och varit av samma typ som Tjernobyls kärnkraftverk. Flera medlemsstater i Östeuropa, däribland Litauen och Bulgarien, åtog sig att avveckla sina kärnkraftverk för att kunna bli medlemmar i det europeiska samarbetet. Detta har bland annat resulterat i avvecklandet av Ignalina kärnkraftverk i Litauen.